# Silovec
Silovec je naselje v Občini Brežice.